# Orthetrum caffrum
Orthetrum caffrum é uma espécie de libelinha da família Libellulidae. 
Pode ser encontrada nos seguintes países: Angola, Camarões, Chade, Costa do Marfim, Etiópia, Guiné, Quénia, Malawi, Moçambique, Namíbia, Serra Leoa, África do Sul, Sudão, Tanzânia, Uganda, Zâmbia, Zimbabwe, possivelmente Burundi e possivelmente em Gâmbia.
Os seus habitats naturais são: florestas subtropicais ou tropicais húmidas de baixa altitude, regiões subtropicais ou tropicais húmidas de alta altitude, matagal tropical ou subtropical de alta altitude, rios, áreas húmidas dominadas por vegetação arbustiva, nascentes de água doce e tundras alpinas. 